# Master of Puppets (album)
Cet article concerne l'album de Metallica. Pour la chanson du même groupe, voir Master of Puppets.
Albums de Metallica
Ride the Lightning
(1984) The $5.98 E.P.: Garage Days Re-Revisited
(1987)
Singles
1. Master of Puppets
Sortie : 2 juillet 1986[2]
2. Welcome Home (Sanitarium)
Sortie : 23 octobre 1986

Master of Puppets (littéralement Le Marionnettiste), sorti le 3 mars 1986, est le troisième album studio du groupe de thrash metal Metallica. C'est le dernier album du groupe avec le bassiste Cliff Burton, ce dernier décède en effet dans un accident de bus en Suède lors de la tournée de promotion de l'album.
Master of Puppets est classé 24e place sur le Billboard 200 charts. Il fait partie des 1001 albums qu'il faut avoir écoutés dans sa vie. C'est le premier album de thrash metal à être certifié disque de platine, et le 9 juin 2003, il a été certifié six fois disque de platine par le Recording Industry Association of America (RIAA), et s'est vendu à plus de six millions de copies aux États-Unis.
Master of Puppets a reçu des critiques dithyrambiques par la critique musicale et a été inclus dans les meilleures listes d'albums par certains magazines. Sa puissance, sa virtuosité et ses paroles politiques et colériques ont attiré les éloges de la critique en dehors de la communauté metal. L'album est largement considéré comme le plus gros effort du groupe à l'époque, et devenu l'un des albums de thrash metal les plus influents de tous les temps. Beaucoup de groupes de tous les genres de heavy metal ont repris des chansons de l'album au fil des années, y compris sur les albums-hommage.
Au 23 mars 2016, Master of Puppets est le premier enregistrement de heavy metal à entrer dans la Bibliothèque du Congrès du fait de son importance historique.

## Contexte et enregistrement
Automne 1984, Metallica signe chez Elektra Records. Le label réédite Ride the Lightning le 16 novembre, et le groupe commence à faire le tour des plus grandes salles et festivals tout au long de l'année 1985. Après avoir laissé partir leur ancien manager Johnny Zazula, ils embauchent Cliff Burnstein et Peter Mensch. Pendant un été fort occupé, ils jouent au Monsters of Rock Festival à Castle Donington avec Bon Jovi et Ratt devant 70 000 personnes.
Le groupe commence à écrire leur nouvel album dans les premières semaines de l'été 1985. Lars Ulrich et James Hetfield se sont initialement retrouvés seuls au garage de El Cerrito. Ils commencent à composer les premières démos avant d'y faire participer Cliff Burton et Kirk Hammett. En conséquence, Hetfield et Ulrich assemblent huit titres qui composeront le prochain album, déjà intitulé Master of Puppets. L'éditeur Tom King a déclaré que Metallica « avait une inspiration incroyable pour l'écriture des chansons » pendant la session d'enregistrement de l'album, en partie parce que Cliff Burton lui-même a beaucoup contribué à l'écriture des chansons. Hetfield et Ulrich décrivent que le processus d'écriture d'un album de Metallica commence par « les riffs de guitare, assemblés et réassemblés jusqu'à ce qu'ils commencent à ressembler à une chanson ». Ensuite le groupe trouve un titre et un sujet, et Hetfield écrit des paroles qui collent au titre de la chanson.
À l'automne 1985, ils retournent à Copenhague pour enregistrer Master of Puppets avec Flemming Rasmussen. Metallica commence à enregistrer cet album au Danemark en septembre 1985 et termine la séance d'enregistrement le 27 décembre de la même année. Décrivant le processus d'enregistrement, le producteur Rasmussen a déclaré que « Metallica, durant cette période, a fait de très bonnes démos, et toutes les chansons ont été composées, arrangées et enregistrées sur une très bonne démo. Quand nous avons changé l'une des chansons, la plupart des changements étaient mineurs ». Dans une récente interview pour le magazine Rolling Stone, Kirk Hammet a partagé son l'expérience en disant « à l'époque nous étions juste là pour faire un autre album » et le groupe « n'avait aucune idée que l'enregistrement aurait l'influence qu'il a finalement eue ». Il a en outre déclaré que le groupe était « certainement au sommet » à l'époque et que l'album était « le son d'un groupe vraiment uni, qui a vraiment appris à bien travailler ensemble ». Malheureusement, Flemming et Metallica n'ont pas réussi à compléter le mixage à leur satisfaction mutuelle. Au lieu de cela, les bandes originales ont été remises à Michael Wagener en janvier 1986. Wagener avait déjà l'expérience de la production avec Mötley Crüe, Dokken et Accept, et a terminé avec succès le mixage de l'album.

## La pochette
La couverture de l'album représente un cimetière avec des croix blanches attachées à des cordes manipulées par une paire de mains dans un ciel rouge sang. Le concept de la couverture de l'album a été inventé par Metallica et Peter Mensch, tandis que la pochette a été peinte par Don Brautigam, qui avait travaillé avec des groupes comme AC/DC, ZZ Top et The Rolling Stones. L'œuvre originale a été plus tard vendue aux enchères à Rockefeller Plaza pour un prix compris entre 20 000 $ et 30 000 $.
En réaction contre la pression exercée par le comité américain PMRC, qui a créé le fameux bandeau "Parental Advisory - Explicit Content", Metallica décide de placer un autocollant en forme de panneau stop sur les premiers pressages de cet album. On peut y lire : « The only track you probably won't want to play is "Damage Inc.", due to the multiple use of the infamous "F" Word. Otherwise, there aren't any "shits", "fucks", "pisses", "cunts", "Motherfuckers" or "cocksuckers" anywhere on this record » (« le seul titre que vous ne voudrez probablement pas écouter est Damage Inc, à cause de l'emploi multiple de l'infâme mot commençant par « F » (Fuck). Autrement, il ne contient aucun mot tel que : "merde", "baiser", "pisse", "chattes", "enculés" ou "suceurs de queue" nulle part sur cet album). »

## Composition du groupe
- James Hetfield - chant, guitare rythmique, guitare solo sur Master of Puppets et Orion
- Lars Ulrich - batterie
- Cliff Burton - basse, chœurs
- Kirk Hammett - guitare solo

## Liste des chansons
| 1. | Battery                      | Hetfield, Ulrich                  | 5:13 |
| 2. | Master of Puppets            | Hetfield, Ulrich, Burton, Hammett | 8:35 |
| 3. | The Thing That Should Not Be | Hetfield, Ulrich, Hammett         | 6:38 |
| 4. | Welcome Home (Sanitarium)    | Hetfield, Ulrich, Hammett         | 6:28 |

| 5. | Disposable Heroes | Hetfield, Ulrich, Hammett         | 8:14 |
| 6. | Leper Messiah     | Hetfield, Ulrich                  | 5:39 |
| 7. | Orion             | Hetfield, Ulrich, Burton          | 8:27 |
| 8. | Damage, Inc.      | Hetfield, Ulrich, Burton, Hammett | 5:32 |

## Analyse des chansons
(mai 2021).
Battery
C’est l’histoire d’un homme normal qui craque du jour au lendemain et se met à tuer sans raison. L’intro acoustique du morceau, puis son interruption par les guitares saturées et le rythme effréné illustre bien cette folie soudaine.
Master of PuppetsCe morceau est la pièce maîtresse de l’album. C’est le premier morceau du groupe où il est question de la drogue. Elle parle elle-même à la première personne. Le consommateur est manipulé, sa vie est dirigée par la drogue. Au milieu du morceau, lors du break, la victime supplie son maître : « master, master, master… ».
The Thing That Should Not BeCliff Burton était un grand fan de H. P. Lovecraft. Mais très vite, il a passé le virus de la lecture des livres de ce maître de l’horreur aux autres membres du groupe. Ainsi, c’est James qui a écrit ce morceau inspiré de la nouvelle Dagon. La chanson raconte le départ en bateau de quatre personnes d’une île de la Méditerranée et qui sont prises au piège par une tempête. Deux personnes sont tuées et les deux autres échouent sur l’île. Ils s’aperçoivent que ses occupants sont des « hybrides d’humains et de poissons ». Cette chanson est également la préférée de James Hetfield.
Welcome Home (Sanitarium)Inspiré du film Vol au-dessus d'un nid de coucou, on retrouve ici un homme enfermé dans un asile. Il se demande pour quelle raison il est là. Plus le morceau avance et plus le narrateur devient violent. Cette impression est renforcée par l’accélération du tempo au fil du morceau. L’homme trouve son salut, à la fin, en tuant : « kill, it’s such a friendly word, seems the only way, for reaching out again » (tuer, quel mot doux, semble la seule façon de retrouver le monde).
Disposable HeroesCe titre (littéralement « Héros jetables ») parle de la guerre, ses horreurs et ses conséquences, la manipulation, l’État qui envoie ses jeunes se faire tuer.
Leper MessiahChanson qui critique la religion et toutes les dérives sectaires en général. La mère de James, adepte de la Science chrétienne, est morte d’un cancer lorsqu'il avait 16 ans alors qu’elle refusait de se faire soigner, préférant mourir pour satisfaire le choix d’un certain « dieu ». Ce thème sera repris dans plusieurs futurs morceaux, notamment The God That Failed sur le Black Album. Dave Mustaine affirme avoir composé le riff, bien qu’il ne fut jamais crédité.
OrionVéritable épopée instrumentale composée par Cliff Burton, on ressent une influence de la musique classique que le bassiste écoutait beaucoup. Les solos de basse et de guitare qui apparaissent vers le milieu de la chanson étaient à l'origine la conclusion de Welcome Home (Sanitarium).
Damage, Inc.Un morceau violent à l’image du thème de la chanson : la violence. L'intro du morceau est composée par Cliff Burton. Les paroles « fuck it all and fucking no regrets » seront réutilisées dans la chanson St. Anger.
Presque toutes les chansons de l'album semblent évoquer le thème d'hommes réduits à l'état de marionnettes (« puppets »), rendus esclaves par leur propre violence (Battery), la drogue (chanson-titre Master of Puppets), la folie et les asiles (Welcome Home (Sanitarium)), l'armée (Disposable Heroes) ou encore les prédicateurs religieux corrompus ou les sectes (Leper Messiah). La dernière chanson de l'album, particulièrement violente, est une incitation à rompre les chaînes qui réduisent l'humanité en l'esclavage.
Le groupe se permet de faire des chansons assez longues, Master of Puppets, Disposable Heroes et Orion dépassant les huit minutes.

## Reprises
- Nanowar of Steel a repris la chanson Master of Puppets en l'intitulant Master of Pizza.
- Le magazine Kerrang! a sorti, le 5 avril 2006, un album avec des reprises de toutes les chansons de cet album intitulé Master Of Puppets: Remastered à l'occasion des 20 ans de l'album, 8 groupes (1 par chanson) ont participé à l'enregistrement de cet album : Machine Head, Mendeed (en), Bullet for My Valentine, Chimaira, Fightstar, Mastodon, Funeral for a Friend et Trivium reprenant respectivement Battery, Master of Puppets, The Thing That Should Not Be, Welcome Home (Sanitarium), Disposable Heroes, Leper Messiah, Orion et Damage, Inc.
- Bullet for My Valentine a repris la chanson Welcome Home (Sanitarium)
- Anthrax a repris la chanson Welcome Home (Sanitarium)
- Apocalyptica, groupe formé de quatre violoncellistes, a repris Master of Puppets dans son premier album Plays Metallica by Four Cellos.
- Dream Theater a repris l'intégralité de l'album Master of Puppets lors d'un de ses concerts.
- Justice a repris le morceau-titre dans un sample pour le Final de son live A Cross the Universe.
- Pendulum a repris une partie de Master of Puppets dans la chanson Radio One Mini Mix
- Van Canto a repris les chansons Battery et Master of Puppets respectivement dans les albums A Storm to Come et Tribe of Force.
- Machine Head a repris la chanson Battery dans la version limitée de leur album The Blackening.
- Sum 41 a quelquefois repris la chanson Master of Puppets sur scène.
- Le titre Master of Puppets est repris dans la dernière saison de la série Stranger Things par Joseph Quinn.

## Anecdotes
- Ne trouvant pas de nom pour la chanson instrumentale, le groupe l'a appelée Orion car elle fait encore référence à H. P. Lovecraft et au mythe de Cthulhu (monstre venant d'une autre galaxie, s'appelant Orion).
- Dave Mustaine, leader du groupe Megadeth, premier et ancien guitariste soliste de Metallica a affirmé avoir composé le riff principal de Leper Messiah, mais ceci n'a jamais été reconnu par le groupe.
- Selon certaines personnes, la musique du début de la chanson Welcome Home (Sanitarium) serait plagiée sur une chanson d'un groupe peu connu, Bleak House[16].
- Durant la tournée de promotion de l'album, le chanteur et guitariste James Hetfield s'est cassé le poignet dans un accident de skateboard. Il a donc été remplacé par le technicien John Marshall (ex METAL CHURCH)  à la guitare pour quelques concerts.
- Cet album fut le dernier à avoir été enregistré avec Cliff Burton, celui-ci étant mort dans l'accident du car du groupe en Suède, durant la tournée de promotion de l'album en Europe.

## Charts et certifications

### Album
| Pays                | Durée du classement | Meilleur classement |
| ------------------- | ------------------- | ------------------- |
| Allemagne           | 10 semaines         | 12e                 |
| Australie           | 3 semaines          | 33e                 |
| Belgique (flamande) | 4 semaines          | 94e                 |
| Canada,             | 20 semaines         | 28e                 |
| Espagne             | 18 semaines         | 38e                 |
| États-Unis          | 138 semaines        | 29e                 |
| Finlande            | 13 semaines         | 7e                  |
| France              | 27 semaines         | 3e                  |
| Italie              | 4 semaines          | 65e                 |
| Norvège             | 7 semaines          | 30e                 |
| Nouvelle-Zélande    | 1 semaine           | 33e                 |
| Pays-Bas            | 9 semaines          | 17e                 |
| Portugal            | 7 semaines          | 8e                  |
| Royaume-Uni         | 8 semaines          | 41e                 |
| Suède               | 21 semaines         | 14e                 |
| Suisse              | 7 semaines          | 18e                 |

| Pays             | Ventes      | Certification | Date       |
| ---------------- | ----------- | ------------- | ---------- |
| Allemagne        | Platine     | 500 000 +     | mai 2019   |
| Argentine        | Platine     | 60 000 +      | 06/12/1991 |
| Belgique         | Or          | 15 000 +      | 07/10/2001 |
| Canada           | 6 × Platine | 600 000 +     | 26/09/2012 |
| États-Unis       | 6 × Platine | 6 000 000 +   | 09/06/2003 |
| Finlande         | Platine     | 57 647 +      | 2008       |
| Italie           | Or          | 25 000 +      | 2016       |
| Nouvelle-Zélande | Platine     | 15 000 +      | 27/09/2010 |
| Royaume-Uni      | Platine     | 300 000 +     | 11/03/2016 |

### Single
Charts
- "Master of Puppets" ne fut jamais à ce jour classé dans les charts.

Certifications
| Pays        | Format         | Certification | Ventes    | Date             |
| ----------- | -------------- | ------------- | --------- | ---------------- |
| États-Unis  | Digital single | Or            | 500 000 + | 13 décembre 2012 |
| Royaume-Uni | Single         | Argent        | 200 000 + | 26 juin 2020     |